# Kiruma
Kiruma (Duits: Kirroma) is een plaats in de Estlandse gemeente Saaremaa, provincie Saaremaa. De plaats heeft de status van dorp (Estisch: küla).
Tot in oktober 2017 lag Kiruma in de gemeente Mustjala. In die maand ging Mustjala op in de fusiegemeente Saaremaa.
Ten oosten van het dorp ligt het beschermde natuurgebied Järise hoiuala (966,4 ha) met daarin het meer Järise järv (96,4 ha), vernoemd naar het buurdorp Järise.

## Bevolking
De ontwikkeling van het aantal inwoners blijkt uit het volgende staatje:
| Jaar            | 2011 | 2018 | 2019 | 2020 | 2021 |
| --------------- | ---- | ---- | ---- | ---- | ---- |
| Aantal inwoners | 2    | < 4  | < 4  | 4    | 3    |

## Geschiedenis
Kiruma werd voor het eerst genoemd in 1645 onder de naam Kirrome, een nederzetting op het landgoed van Mustjala.
Tussen 1977 en 1997 maakte Kiruma deel uit van het noordelijke buurdorp Tuiu.
In 1991 ontstond een conflict over de levering van elektriciteit tussen het Estische energiebedrijf Eesti Energia, dat het onderstation dat Kiruma bediende niet wilde vernieuwen, en de twee inwoners die het gehucht toen nog had. Pas in 2010 werd het conflict bijgelegd en werd Kiruma weer op het elektriciteitsnet aangesloten.